# 팔레스타인 위임통치령 축구 국가대표팀
팔레스타인 위임통치령 축구 국가대표팀 또는 에레츠 이스라엘 축구 국가대표팀은 팔레스타인 위임통치령의 축구 국가대표팀이었다. 유대인 위주로 출전했고, 이스라엘 축구 국가대표팀으로 계승되었다.

## 같이 보기
- 이스라엘 축구 국가대표팀
- 팔레스타인 축구 국가대표팀